# Walckenaeria stylifrons
Walckenaeria stylifrons är en spindelart som först beskrevs av O. Pickard-Cambridge 1875.  Walckenaeria stylifrons ingår i släktet Walckenaeria och familjen täckvävarspindlar. Inga underarter finns listade i Catalogue of Life.